# 克里維里赫-安賽樂米塔爾
克里維里赫-安賽樂米塔爾（烏克蘭語：АрселорМіттал Кривий Ріг），原名為 Kryvorizhstal（烏克蘭語：Криворіжсталь）是烏克蘭最大的綜合鋼鐵公司，於1934年成立，總部設於克里维里赫。
該廠於2005年被米塔爾鋼鐵公司收購，是全球主要的鋼鐵生產商之一。它是在烏克蘭最大的鋼筋生產商，而該工廠還專門生產型材、角鋼、帶材和鋼壞等工業用具。該工廠生產超過6噸粗鋼、5噸轧制產品和5.5吨鐵水。
2020年2月起，Mauro Longobardo 被任命為該工廠的首席执行官。

## 生產
克里維里赫-安賽樂米塔爾鋼鐵是一家综合採礦和鋼鐵的工廠，而他們的生產設施包括：
- 铁矿
- 礦石加工廠和兩個露天礦
- 焦炭加工廠
- 三個燒結廠
- 不同類型的鋼鐵車間（兩個高爐車間，初軋設備）
- 三個金屬轧制車間

### 2019年產量
- 礦石開採量：2450萬噸
- 精礦：980萬噸
- 燒結礦：980萬噸
- 焦炭 (6%水分)：280萬噸
- 鐵水：530萬噸
- 鋼材：530萬噸
- 挖出的產品：470萬噸

## 歷史

### 俄帝國時期
自1781年或更早，克里维里赫的周邊地區已被確認存在鐵礦石。
19世紀期間，俄帝國在該區進行了調查，發現了含7成鐵的鐵礦石和锰礦石。1881年，開始有工業性的鐵礦石開採，也同時逐漸在該地區發展，例如在附近興建鐵路。到1884年，已經有超過10萬噸鐵礦石被開採，而穿過該區的鐵路正式開通，該鐵路超過500公里長，從亞西努瓦塔一直走到多林斯卡。在接下的年月，該區的鐵礦石產量迅速擴大，到1896年，該區的20個礦山就已經生產超過100萬噸。
該區的工業一直擴張，直到1917年一次大戰才下降。

### 蘇聯時期的發展
1917年起，苏联红军在打敗了奧匈陸軍和俄羅斯白軍後，開始統治該區，並把各工業恢復正常。

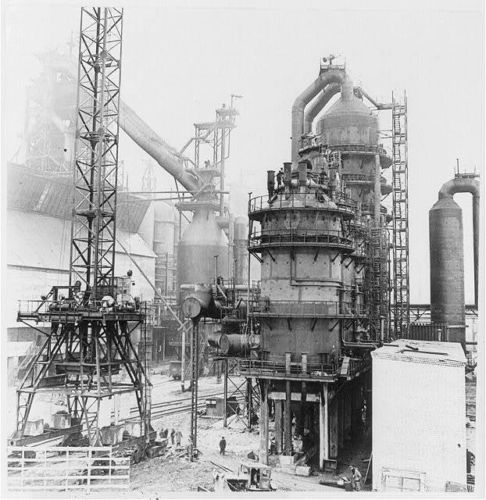
建設中的高爐煉鐵裝置

1929年，開始有規劃建設這工廠，以創造一個綜合鋼鐵廠，把從鐵礦開採一直到成為鋼鐵的過程在一個地方完成。1931年，蘇聯經濟委員會主席奥尔忠尼启则通過該設施的建造；冶金廠在同年奠基。1934年8月，該工廠成功生產了第一塊金屬。
在二次大戰爆發前，該工廠擁有三座高爐（3,160 m 3 ）、兩座平炉、以及一座熱電廠。1941年，在德軍侵佔前不久，一座年產170萬噸的初軋廠、第四座高爐、和第三座平爐開始了投入服務。在德軍抵達前，該廠的員工都疏散到乌拉尔山脉的下塔吉尔。在1941年8月到1944年2月的德軍佔領期間，該工廠完成成為了廢墟。
戰後，蘇聯重新興建該工廠，並繼續發展該區的工業。到1974年，該工廠已經擁有9座高爐，成為了歐洲最大的工廠。該工廠也擁有全球最大的高爐，達到 5,000m3 的容量。

### 烏克蘭政府控制
1996年，烏克蘭政府把該工廠重組，把採礦與選礦的機組跟礦冶聯合體合併。在1997年，政府再加上焦化廠合併，成為了 "克里維里赫採礦與加工聯合企業與焦化廠"（烏克蘭語：Новокриворізький гірничо-збагачувальний комбінат і Криворізький коксохімічний завод «Криворіжсталь»）。雖然如此，但其實這三個機組在合併的早以前已經不斷共同合作，所以只是名義上的改變，對實際生產沒有任何影響。

### 首次私有化
2004年6月，該工廠以42.6億乌克兰格里夫纳（8億美元）的價格，從政府設定的底價 7.14 億美元，被私有化。買的公司是 "投資冶金聯盟" 的財團，這財團包括阿赫梅托夫的 SCM 與 Interpipe Group，並由當時總統库奇马的女婿平丘克控制。有外國投資者的報價比這財團更高，包括北方钢铁/安賽樂的聯合投標以及塔塔鋼鐵的投標，但都因為一些技術上的問題而被拒絕。這交易被外界批評為政治腐敗和國家財產管理的不善。

### 第二次私有化
2005年10月，該工廠進行第二次的私有化。
當時，公司的年銷為19億美元，利潤為3.8億美元，現金儲備為4.13億美元。工廠的鋼產能為1000萬噸，軋製能力不足700萬噸，並能夠在當地採購所需要的鐵礦和焦炭。
公司的投標過程在烏克蘭的電視進行直播，在安賽樂、米塔爾鋼鐵公司、和 Smart Holdings 的投標之間，米塔爾鋼鐵公司出價最高，以242億乌克兰格里夫纳（48.1億美元）收購了93.02% 的股份。米塔爾鋼鐵公司預計從自己的現金儲備和與英國花旗集团安排的30億貸款提供資金。
這次買賣的價格超過分析師預測的30億美元，是當時前蘇聯國家最大的私有化交易。

#### 2008年金融危機
在2008年金融危機期間，鋼鐵產量從2007年的810萬噸下降到2008年的620萬噸和2009年的500萬噸。其他生產指標和收入皆下降，而公司於2009年註冊的虧損為1.2億乌克兰格里夫纳，比前一年的47億有改善。2010年，生產水平恢復到2008年的數值。

#### 名字變遷
2006年，公司更名為 "克里維里赫米塔爾鋼鐵"（烏克蘭語：ВАТ «Міттал Стіл Кривий Ріг»）。2007年，安賽樂與米塔爾鋼鐵公司合併，成立安賽樂米塔爾，而該公司再次更名為 "克里維里赫-安賽樂米塔爾"。

## 投資
2006年至2019年間，該公司在烏克蘭的總投資為97億美元：收購價值為48.5億美元，生產開發投資為44億美元。
2006年至2019年主要投資項目如下（以價格高至低排列）：
- 補充舊的破碎機、在選礦廠建造新工段（共三個工段）、購買新球磨机、現代化運輸車隊和坑內設備、在Artem地下礦山（1135米深）開闢新的範圍、對尾矿進行改造（5億美元）
- 重建6號與8號高爐（2.44億美元）
- 重建3號與4號焦爐電池（1.99億美元）
- 現代化改造2號燒結車間（超過1.8億美元）
- 建造兩台新的2號與3號連鑄機（超過1.6億美元）
- 重建5號和6號焦爐電池，同时實施環境措施和自動環境監測系統（1.57億美元）
- 建設鋼包爐和1號連鑄機（1.12億美元）
- 為一氧化碳燃燒的4、5和6號碱性氧氣爐建造新的氣體淨化廠，並實施自動環境監測系統（6500萬美元）
- 重建250-4號輕鋼廠（超過6000萬美元）
- 在9號高爐建造的噴煤（6000萬美元）
- 重建2號氧氣區（4500萬美元）
- 在2號輕鋼廠建造新的包裝線（1600萬美元）

### 來源
- Dan Stern, , news.bbc.co.uk (BBC World News), 2011-04-06  [2023-09-25], （原始内容存档于2012-02-11）

## 外部鏈接
- 官方网站http://ukraine.arcelormittal.com （页面存档备份，存于）
- 焦化廠、9号高炉、鐵礦石露天礦和初轧机照片 （页面存档备份，存于）